# 山梨県立甲府西高等学校

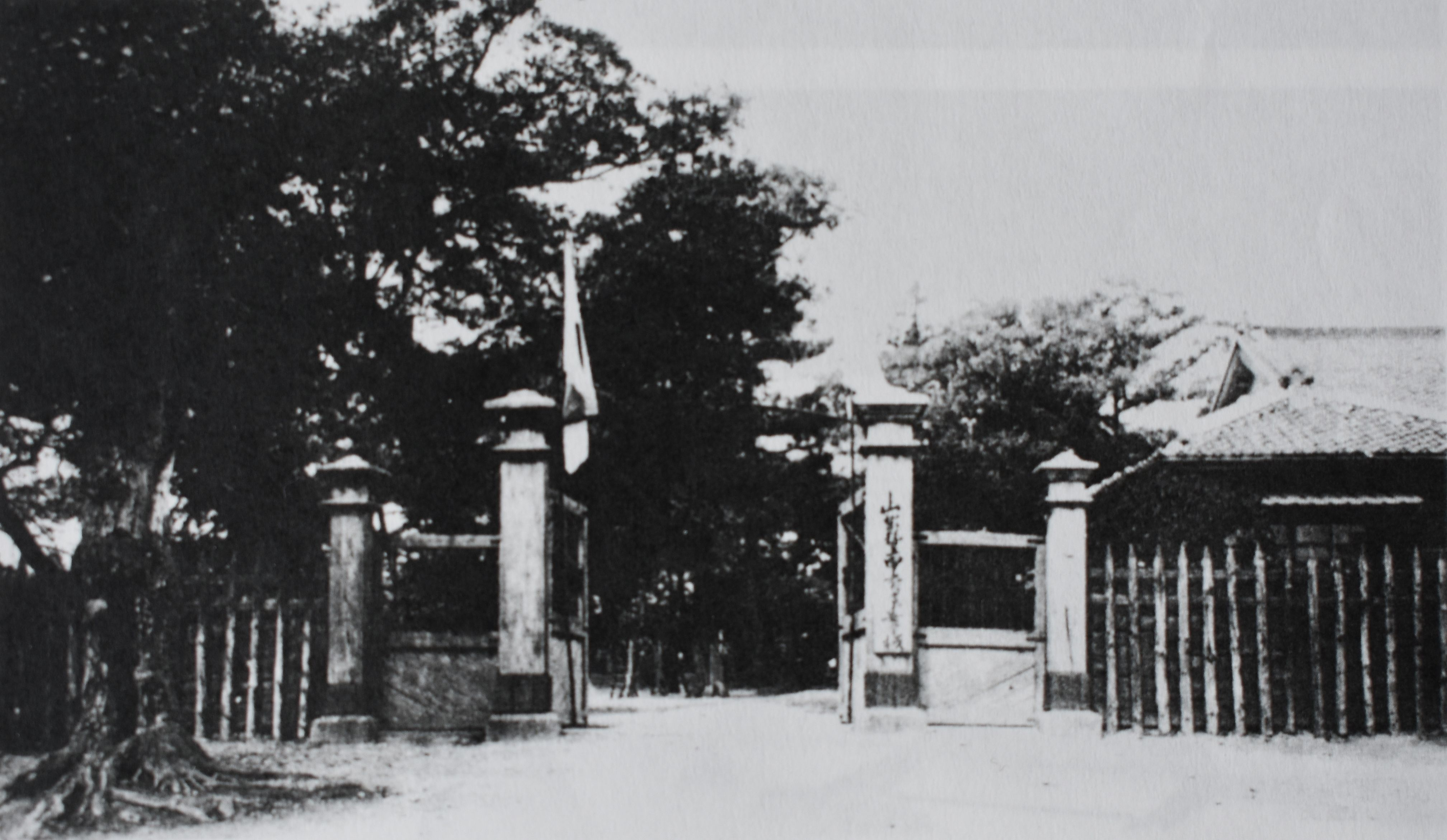
明治38年（1905年）、県立高等女学校時代の「甲府高等女学校」

山梨県立甲府西高等学校（やまなしけんりつ こうふにしこうとうがっこう）は、山梨県甲府市下飯田に所在する公立の高等学校。地元では「西高」（にしこう）と略称される。

## 概要
- 単位制を採用している高等学校の一つ。かつては女子高であった。山梨県立甲府第一高等学校の「一高」に対し、山梨県立甲府第二高等学校「二高」と呼ばれ、現在山梨県立県民文化ホールがある場所に建てられていた。制服は、男子が標準的な黒の学生服、女子がネクタイにブレザー、ボックスプリーツのスカート（冬服）である。
- 県下有数の進学校であり、国公立大学進学者が多くまたそのような進路指導が多くなされる。なお、平成27年3月合格状況（単位制16期生）は、国公立大学現役合格者は136名、私立現役合格者は382名となっている。また、国公立合格者では、地元の山梨大学、山梨県立大学が多い。
- 文化祭は「鳳凰祭」といい、大きな盛り上がりを見せる。
- 映画『幸福な食卓』のロケ地にもなった。

## 沿革
- 1902年 - 県立山梨県高等女学校として開校。
- 1905年 - 山梨県立高等女学校に改称。
- 1922年 - 山梨県立第一高等女学校に改称。
- 1948年 - 学制改革により、山梨県立甲府第二高等学校となる。
- 1975年 - 甲府一高、甲府南高との3校間で総合選抜が実施される。男女共学開始。現在地に校舎が移転される。
- 1977年 - 山梨県立甲府西高等学校に改称。甲府一高、甲府南高、甲府東高との4校間で総合選抜が実施される。
- 1984年 - 甲府一高、甲府南高、甲府東高、甲府昭和高との5校間で総合選抜を実施する。
- 1997年 - 全日制・単位制高等学校に改編、全県学区となる。
- 2002年 - 創立100周年記念式典を挙行する。

## 部活動

### 運動部
| - 陸上部 - バスケットボール部 - サッカー部 - バレーボール部 - ハンドボール部 - ソフトテニス部 - テニス部 - バドミントン部 | - 卓球部 - 弓道部 - 剣道部 - 柔道部 - 山岳部 - 水泳部 - 体操部 - 野球部 |  |

### 文化部
| - 吹奏楽部 - 音楽部 - 美術部 - 書道部 - 演劇部 - 放送部 - 写真部 - 茶道部 | - 箏曲部 - 囲碁将棋部 - 文芸部 - 新聞部 - 自然科学部 - ダンス部 - 国際教養部 |  |

## 交通
- 山梨交通バス利用
  - イオンモール甲府昭和よりシャトルバス甲府駅行[2]
  - 45系統「high school ライナー」
    - 上記の路線に乗車した場合、アルプス通り沿いの「甲府西高校」バス停下車徒歩3分

  - JR甲府駅より「03・04・30・49・35・39・42・44・46・47」系統に乗車した場合、「貢川交番前」バス停下車徒歩7分[3]
- JR中央本線甲府駅から自転車で15分、車で10分

## 学校周辺
- 山梨県立美術館
- 山梨県立文学館
- 山梨県立中央病院
- 山梨県立大学

## 著名卒業生
- 飯野文彦（小説家）
- 牛奥博俊（商船三井さんふらわあ社長）
- 奥山眞佐子（俳優）[4]
- 小沢雅仁（日本郵政グループ労働組合中央副執行委員長、参議院議員）
- 小田切いくみ（テレビ山梨アナウンサー）
- 柏原収史（俳優）
- 柏原崇（俳優）
- 小池英夫（NHK専務理事、元チーフプロデューサー）
- 斉藤壮馬（声優）
- 末木明美（アナウンサー）
- 津島美知子（小説家・太宰治の妻）
- 筒井富栄（歌人、山梨県立第一高等女学校卒）
- 土橋諒（山梨放送アナウンサー）
- 内藤聡子（アナウンサー）
- 永井学（参議院議員）
- 野口英一（山日YBSグループ社長）
- 太田修介（プロサッカー選手）
- 奥山皓太（プロ野球選手）
- 初鹿野創（小説家）
- 中野なかるてぃん（お笑い芸人、ナイチンゲールダンス）
- 絵森彩（アイドル・声優）